# Boissets
Boissets ist eine französische Gemeinde im Département Yvelines in der Region Île-de-France. 2015 wurde die Gemeinde dem Kanton Bonnières-sur-Seine zugeteilt. Das Dorf liegt rund 20 Kilometer südöstlich von Mantes-la-Jolie und hat 291 Einwohner (Stand 1. Januar 2022).

## Geografie

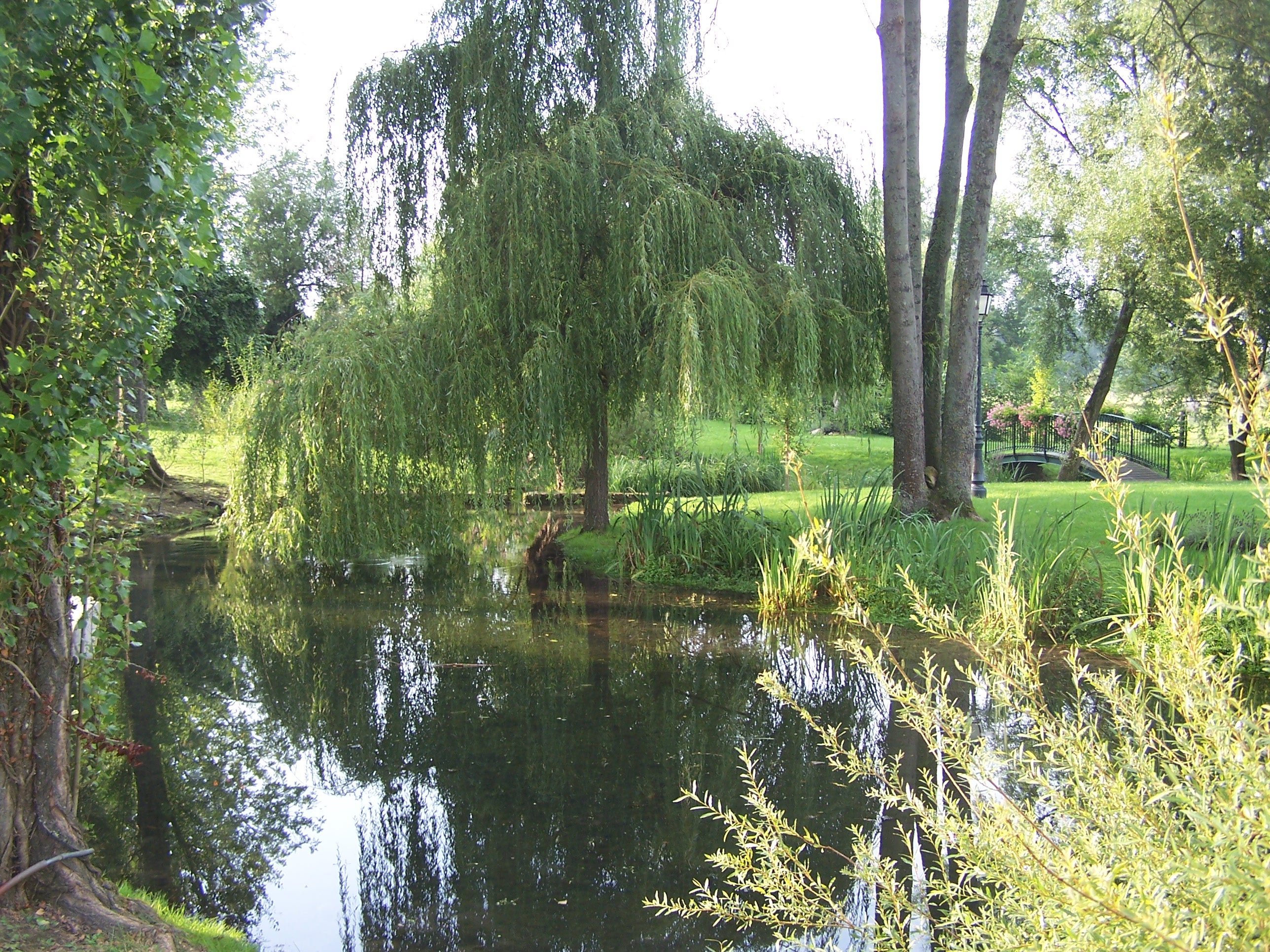
Quelle der Vaucouleurs

Boissets liegt in der natürlichen Landschaft Mantois am westlichsten Rand des Départements Yvelines und somit an der Grenze zum Département Eure-et-Loir. Das Gemeindegebiet ist zu 90 % landwirtschaftlich geprägt, 10 % ist bewaldet. Das Dorf ist an die Route départementale 115, welche Longnes mit Dannemarie verbindet, angeschlossen.
Im Dorf, hinter der Kirche Saint-Hilaire, entspringt die Vaucouleurs. Sie fließt nach Norden ab und mündet nach rund 20 Kilometer in Mantes-la-Ville in die Seine.

## Geschichte
Boissets wurde 1590 von Charles II. de Lorraine-Guise, Oberhaupt der Katholischen Liga, der sich dort auf die Schlacht von Ivry vorbereitete, besetzt und geplündert.

### Bevölkerungsentwicklung
| Jahr      | 1936 | 1946 | 1954 | 1962 | 1968 | 1975 | 1982 | 1990 | 1999 | 2006 | 2008 |
| --------- | ---- | ---- | ---- | ---- | ---- | ---- | ---- | ---- | ---- | ---- | ---- |
| Einwohner | 151  | 146  | 172  | 156  | 156  | 179  | 239  | 238  | 209  | 259  | 271  |

## Sehenswürdigkeiten

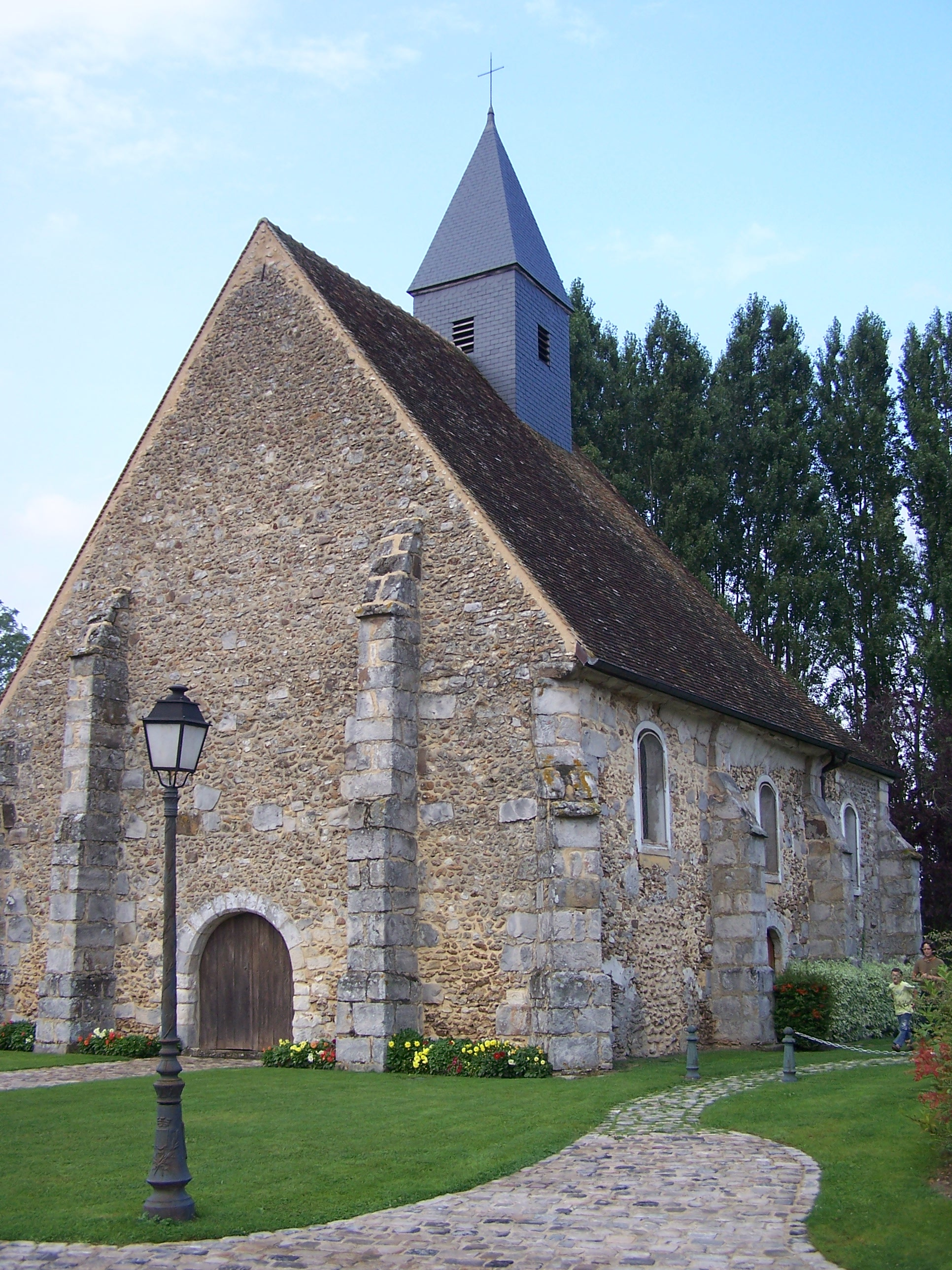
Kirche Saint-Hilaire

- Kirche Saint-Hilaire aus dem 15. Jahrhundert (renoviert in den Jahren 1979 und 1999), 1950 als Monument historique klassifiziert
- Oratorium von Saint Odo, zweiter Abt von Cluny an der Quelle der Vaucouleurs; das Gebetshäuschen galt bis zum Zweiten Weltkrieg als ein beliebter Wallfahrtsort (der Heilige Odo wird angerufen im Gebet für Regen und gegen Dürre)
- Lavoir aus dem 19. Jahrhundert
- Jardin des senteurs, ein Kräutergarten neben der Quelle der Vaucouleurs, wird von der Gemeinde unterhalten und die Bewohner von Boissets dürfen sich hier frei bedienen
- Parc du Douaire

Das Quellgebiet der Vaucouleurs wurden von Landschaftsgärtnern attraktiv gestaltet. Gegenüber dem Oratorium, das die eine Seite markiert wurde ein kleines Wehr errichtet. Dadurch entstand vor dem Gebetshäuschen ein Teich, der das Tosen dämpft und indem Wasserpflanzen sprießen. Zwei kleine Brücken überspannen die Quellarme. Forsythien, Weiden und Pappeln schmücken die Anlage und spenden Schatten. Ein kunsthandwerkliches Kachelbild, gestaltet vom örtlichen Keramikverein, zeigt den Verlauf der Vaucouleurs bis zur Mündung und zudem die Kirchen aller Dörfer in ihrem Tal.